# Вероника Андреева
Верони́ка Андре́ева (наст. имя — Еле́на Все́володовна Неклю́дова, род. 23 мая 1973 года в городе Псков — певица, музыкант и композитор, автор песен.

## Биография
Родилась во Пскове в семье преподавателей сельскохозяйственного техникума. Отец будущей певицы, увлекался музыкой, играл на духовых инструментах в джазовом оркестре при техникуме. Он погиб, когда девочке было 3 года.
Училась в музыкальной школе. После восьмого класса поступила в Псковское музыкальное училище на дирижёрско-хоровое отделение. С 1993 по 1997 годы году училась в Санкт-Петербургском государственном университете культуры по специальности артист эстрады. После успешного окончания учёбы переехала в Москву. Работала в различных коллектива, в качестве бэк вокалистки, и постоянно сочиняла песни и по возможности записывала их в студии. В 2005 году вышел первый, полностью авторский альбом «Жизнь», названный по одноимённой песне, которая стала её первым настоящим хитом.
В 2008 году Неклюдова выпустила альбом ремейков советских песен под названием «Пять поколений», в который вошли двенадцать шлягеров советской эстрады, многие радиостанции с успехом ротируют песни из этого альбома, благодаря отличному современному звучанию и записям сделанных полностью с живым составом выдающихся музыкантов.

«Я не ожидала, что молодая певица сможет настолько хорошо соблюсти жанр, спеть так „по-нашенски“, не испортить старые песни, она внесла в них что-то своё, новое, но при этом удивительно сумела передать дух того времени. Елена — это нежная, чистая звездочка, которая будет сиять очень долго».— Аида Ведищева о «Пяти поколениях»
В 2009 году выпустила третий студийный альбом «Непутёвая я». Хитами стали песни «Убегаю», «Танго» и заглавная композиция. Презентация прошла в Москве 30 ноября 2009 года.
В 2010 году вышел альбом «Стрелы». В 2012 году работала над альбомом «Ты услышишь!». Впервые песни были представлены 25 января 2012 года в Москве. В концертной программе присутствовали как новые песни, так и песни из альбомов прошлых лет — «Стрелы» и «Непутёвая я», но в новом исполнении.
В 2015 году взяла псевдоним Вероника Андреева (Veronica Andreeva).
В 2017 году вышел альбом «Любовь, цветы и вино». Песня «Любовь, цветы и вино» стала саундтреком сериала «Моя любимая свекровь».
В 2018 году начала работу над новым сольным альбомом.
В 2019 году анонсировала выход нового альбома в фортепианном звучании. Первым синглом стала композиция «Для любви, для счастья, для тебя».
В 2020 году была выпущена полная версия студийного альбома под названием «Электричество».
Много лет увлечена астрологией.
В марте 2019 года стала финалистом первой международной астрологической премии URAn в номинации «Медийный астролог».

## Дискография

### Елена Неклюдова
- 2001 — «Повозка»
- 2002 — «Шалунья-осень»
- 2005 — «Жизнь»
- 2008 — «Пять поколений»
- 2009 — «Непутёвая я»
- 2010 — «Стрелы»
- 2012 — «Ты услышишь!»

### Вероника Андреева
- 2017 — «Любовь, цветы и вино»
- 2024 — «Душа»

## Видеоклипы

### Елена Неклюдова
- 1998 — «Повозка»
- 1999 — «Боль — не беда»
- 2000 — «Зима не зима»
- 2001 — «Вспоминай»
- 2004 — «Жизнь»
- 2005 — «Переболела»
- 2007 — «Убегаю»
- 2008 — «Танго»

### Вероника Андреева
- 2016 — «Красивая пара»
- 2016 — «Любовь, цветы и вино»
- 2016 — «Я люблю своего мужа»
- 2017 — «Хочется влюбиться»
- 2017 —  «Делать глупости»
- 2018 — «Позови меня»
- 2019 — «Я не ем после шести»

Дуэты
- 2017 — «Правила против нас». Вероника Андреева и Гарик Кричевский
- 2018 — «Любовь счастливая». Выступление Вероники Андреевой и Вячеслава Добрынина

## Премии и награды

### «Золотой граммофон», ежегодная музыкальная премияРусского радио
| Год  | Награда           | Номинированная работа     | Результат |
| ---- | ----------------- | ------------------------- | --------- |
| 2007 | Золотой граммофон | «Убегаю» Видео на YouTube |           |

### «Эх разгуляй!», фестиваль русского шансона
| Год  | Награда      | Номинированная работа                   | Результат          |
| ---- | ------------ | --------------------------------------- | ------------------ |
| 2016 | Эх разгуляй! | «За тех, кого любила» Видео на YouTube  | Финалист фестиваля |
| 2017 | Эх разгуляй! | «Любовь, цветы и вино» Видео на YouTube | Финалист фестиваля |
| 2018 | Эх разгуляй! | «Делать Глупости» Видео на YouTube      | Финалист фестиваля |

### «Шансон года», российская музыкальная премия
| Год  | Награда       | Номинированная работа                                             | Результат      |
| ---- | ------------- | ----------------------------------------------------------------- | -------------- |
| 2017 | «Шансон Года» | «Я люблю своего мужа» Видео на YouTube                            | Лауреат премии |
| 2018 | «Шансон Года» | «Правила против Нас» (дуэт с Гариком Кричевским) Видео на YouTube | Лауреат премии |